# Ленское (Черкасская область)
Ленское (укр. Ленське), до 2016 года — Ле́нинское, до 2018 г. — Чубовка) — село в Смелянском районе Черкасской области Украины.
Население по переписи 2001 года составляло 275 человек. Почтовый индекс — 20727. Телефонный код — 4733.

## Местный совет
20727, Черкасская обл., Смелянский р-н, с. Носачов, ул. Молодёжная, 2